# Acinipe muelleri
Acinipe muelleri is een rechtvleugelig insect uit de familie Pamphagidae. De wetenschappelijke naam van deze soort is voor het eerst geldig gepubliceerd in 1893 door Krauss.